# Moontide
Moontide (bra: Brumas) é um filme norte-americano de 1942 dirigido por Archie Mayo com roteiro de John O'Hara baseado no romance homônimo de Willard Robertson.
Durante a ocupação da França pelas tropas nazistas na Segunda Guerra Mundial, o ícone Jean Gabin refugiou-se nos EUA, onde fez alguns filmes. Moontide foi o primeiro e o melhor deles. As quentes cenas amorosas entre ele e Ida Lupino podem dever-se a um suposto romance fora das telas.

## Sinopse
Marinheiro mal-humorado e beberrão, Bobo acorda de ressaca em San Pablo, sem ter certeza se cometeu ou não um assassinato. Ele enfim encontra a felicidade quando evita o suicídio da jovem Anna. Porém, seu velho amigo Tiny fica enciumado e deseja que Anna vá embora. O crime ainda não esclarecido pode ser o ingrediente que ele necessita para colocar seu plano em ação.

## Premiações
| Patrocinador                                  | Prêmio | Categoria                                               | Situação                                                |
| --------------------------------------------- | ------ | ------------------------------------------------------- | ------------------------------------------------------- |
| Academia de Artes e Ciências Cinematográficas | Oscar  | Melhor Fotografia (preto e branco)                      | Indicado                                                |
| National Board of Review                      | NBR    | Melhor Ator (Thomas Mitchell) Melhor Atriz (Ida Lupino) | Vencedor[carece de fontes?] Vencedor[carece de fontes?] |

## Elenco
| Ator/Atriz        | Personagem            |
| ----------------- | --------------------- |
| Jean Gabin        | Bobo                  |
| Ida Lupino        | Anna                  |
| Thomas Mitchell   | Tiny                  |
| Claude Rains      | Nutsy                 |
| Jerome Cowan      | Doutor Frank Brothers |
| Helene Reynolds   | Mulher no barco       |
| Ralph Byrd        | Reverendo Wilson      |
| William Halligan  | Bartender             |
| Sen Yung          | Takeo                 |
| Chester Gan       | Henry Hirota          |
| Robin Raymond     | Mildred               |
| Arthur Aylesworth | Pop Kelly             |
| Arthur Hohl       | Jennings              |
| John Kelly        | Mac                   |
| Ralph Dunn        | Policial              |